# Migrations germaniques
 (juin 2012).
Améliorez-le ou discutez des points à vérifier. 

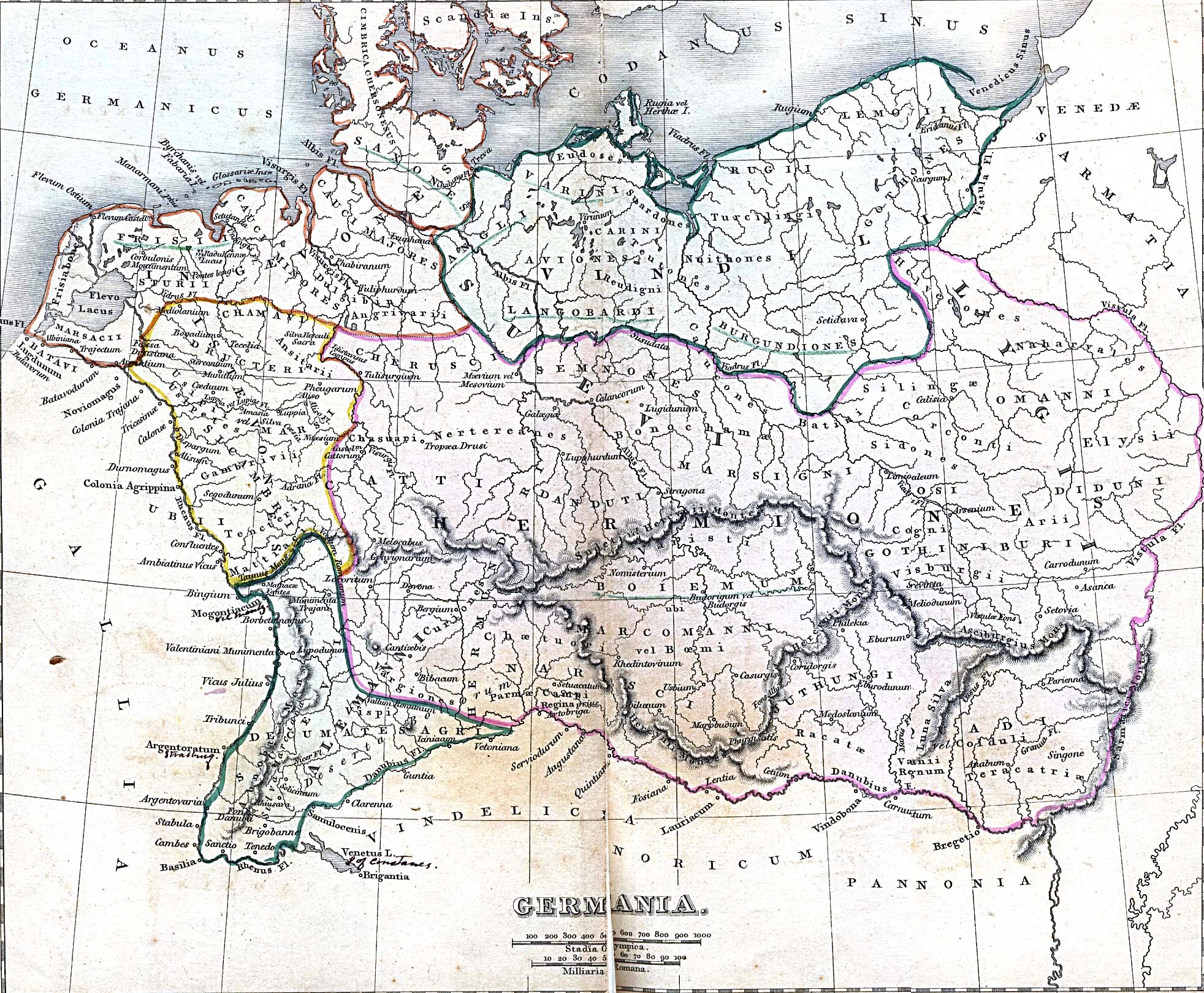
La Germanie au milieu du

L'expression migrations germaniques (allemand Völkerwanderung) désigne l'ensemble des déplacements des peuples germaniques en Europe et au Maghreb du Bronze final au haut Moyen Âge. Ces migrations, relevant pour les plus anciennes de la Protohistoire, ont eu des conséquences déterminantes sur la formation de l'Histoire européenne.

## Causes
Le fait d'associer au paradigme « Germanique » des mouvements de peuples divers, sans autre relation entre eux qu'une communauté linguistique et ce sur une durée de près de deux millénaires, suppose que ces mouvements s'expliquent par des causes communes et ont eu des effets communs.
Les effets sont avérés, mais les causes communes demeurent en revanche largement hypothétiques. Compte tenu de la faiblesse des témoignages disponibles, plusieurs conjectures se dégagent :
- Une pression de peuples à l'est de l'Europe ayant poussé les Germains à migrer vers l'ouest, tels que les Huns au nord de la Mer Noire ayant entraîné la migration des Goths vers l'Empire romain.
- Un bouleversement climatique ayant entraîné la diminution des surfaces de terres arables en Europe septentrionale. Cette hypothèse est fortement mise en avant pour expliquer la migration des Cimbres, Teutons et Ambrons au IIe siècle av. J.-C. De fait, les données anthropologiques recueillies sur des restes humains exhumés des tourbières danoises confirment l'existence de famines récurrentes avant leur migration depuis le Jutland.
- Un accroissement démographique important pouvant se corréler à l'hypothèse d'un refroidissement climatique poussant des populations à migrer vers le sud.
- Un facteur religieux, cette hypothèse pouvant être mise en relation avec les précédentes.

## Chronologie

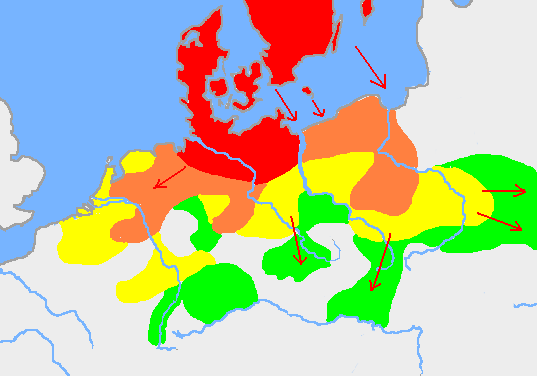
Expansion des Germains à la fin de l'âge du bronze danois (à partir de -750)
Répartition des peuples germaniques vers 50-100
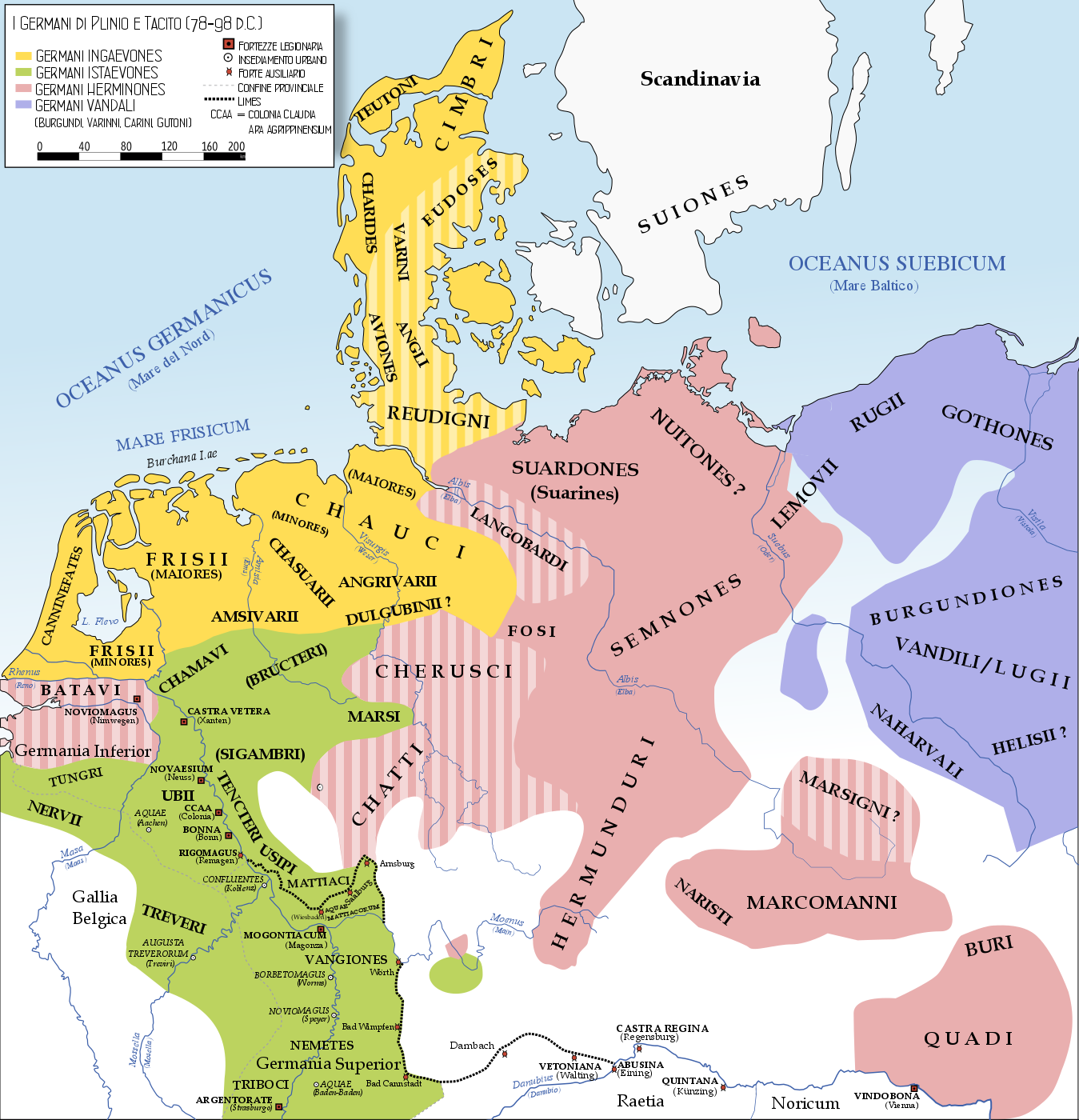
Peuples Germains selon Pline (78) et Tacite (98)
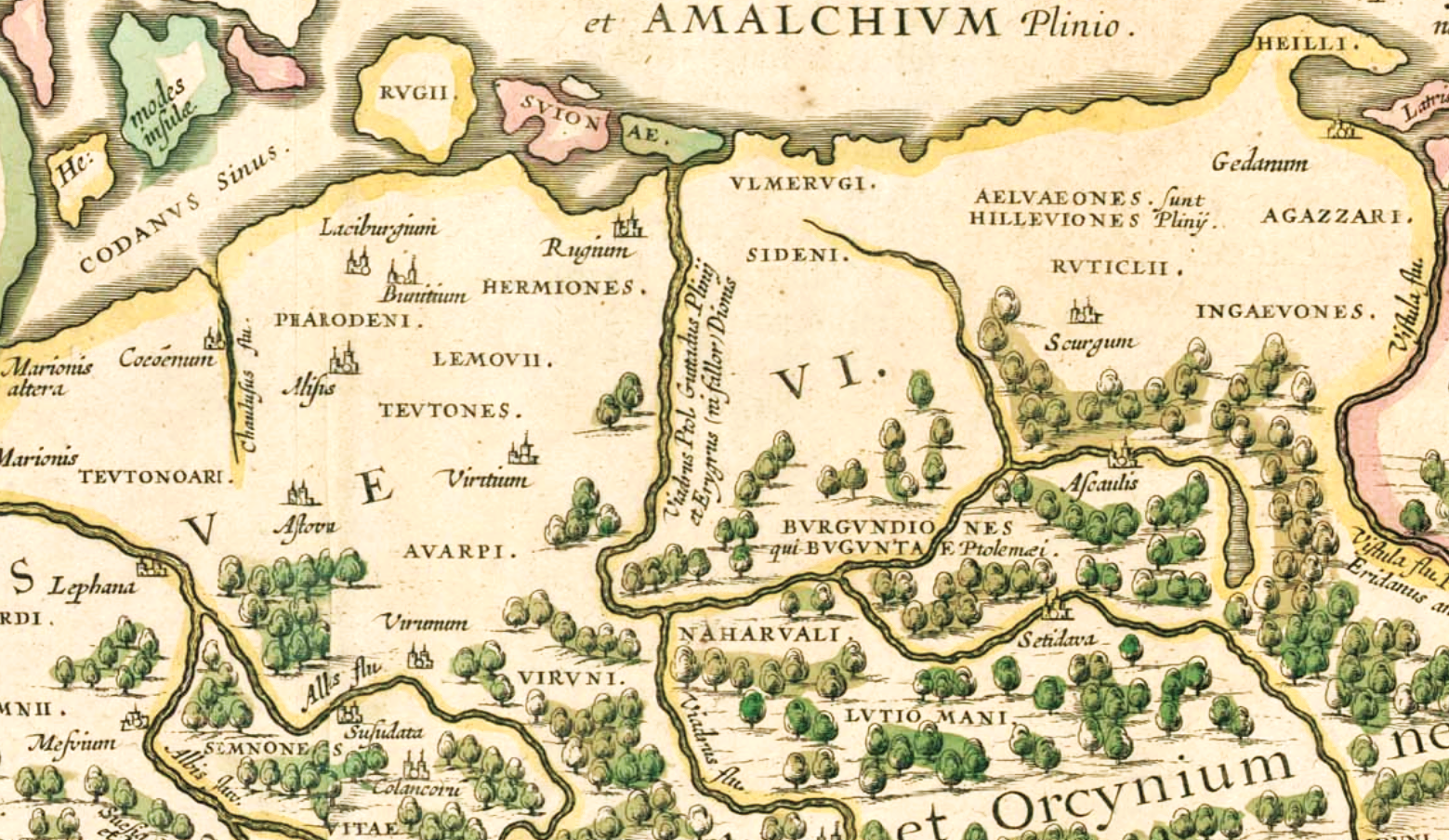
Ancienne Germanie, Johannes Blaeu, 1645
Empire hunnique, vers 450

### Migration des Goths

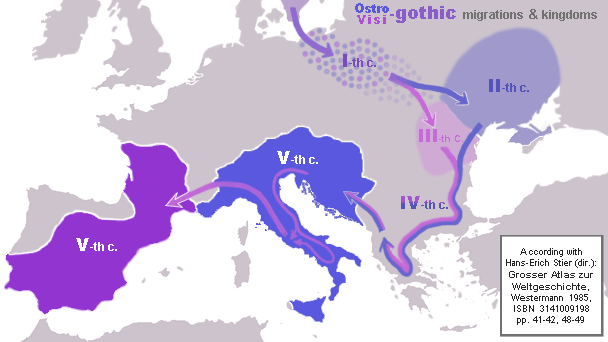
Les migrations et les royaumes des Ostrogoths et des Wisigoths en Europe,.

### Grandes invasions des

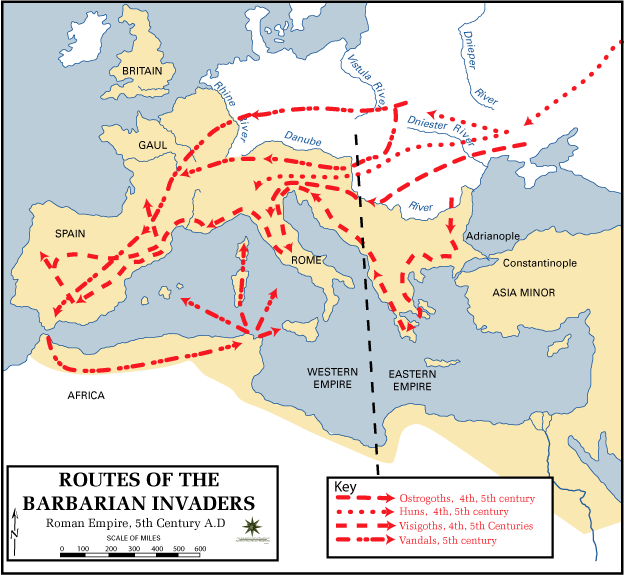
Itinéraires empruntés par les colonnes d'envahisseurs durant la seconde phase des grandes invasions, du IVe siècle au Ve siècle ;
Chronologie associée.

### Sédentarisations du Ve siècle au VIIe siècle : Royaumes barbares

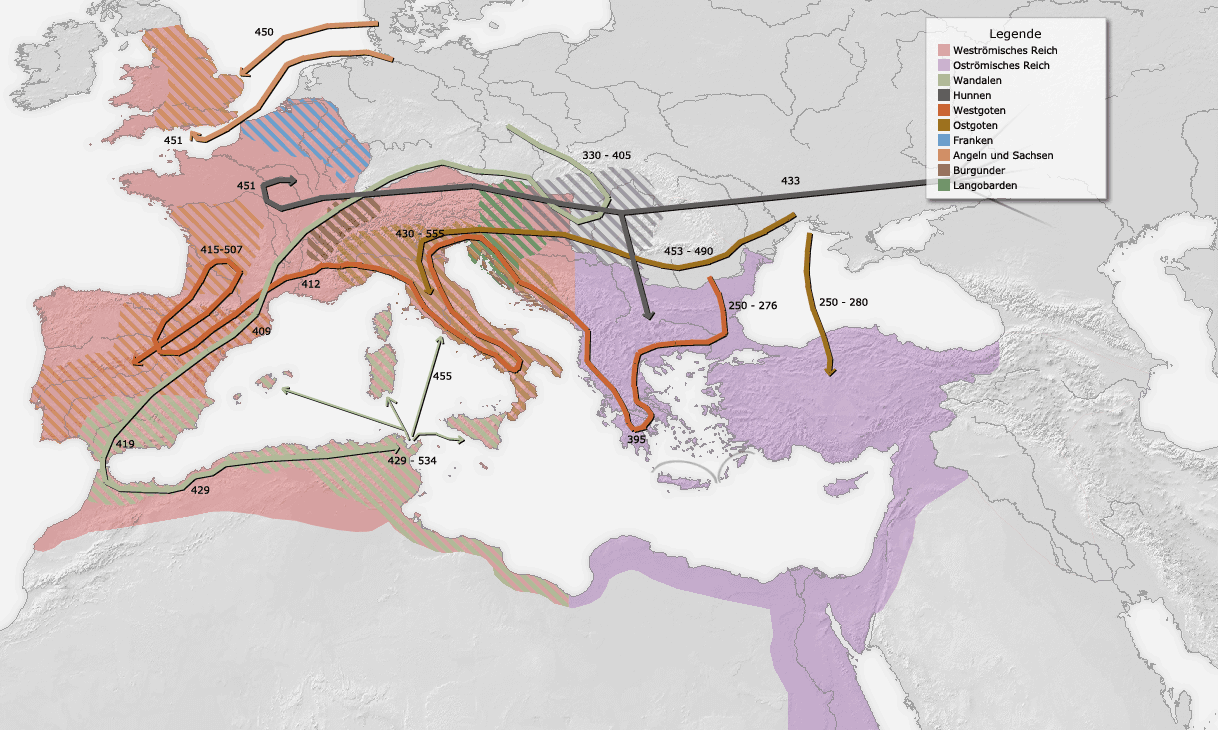
Aire de répartition des peuples germaniques après les Grandes invasions